# Carl Johan Abenius
Carl Johan Abenius, född 2 augusti 1838 i Västra Skedvi, död 19 oktober 1910 i Stockholm, var en svensk militär och finansman samt svärfar till Hjalmar Söderberg.

## Biografi
Carl Johan Abenius var son till bruksägaren Johan Oskar Abenius (1812–1876) och Maria Forslind (1818–1888). Han inledde sin militära karriär som underlöjtnant vid Svea artilleriregemente år 1857 och avancerade till löjtnant år 1861 samt kapten under perioden 1872–1888. Han tjänstgjorde som kompanichef från 1872 och befordrades till major i armén år 1885. Efter att ha tagit avsked, med tillstånd att kvarstå i regementets reservkår, ägnade han sig åt tomtförsäljning. Senare blev han verkställande direktör för aktiebolaget Tattersall. Abenius erhöll riddarvärdighet av första klassen av Svärdsorden.
Abenius gifte sig med Augusta Elliot, under en tid Keyser, dotter till Magnus Elliot (Josephson) och Hilda Maria af Wetterstedt samt syster till Hampus Elliot. Bland deras barn märks dottern Märta, som från 1899 var gift med författaren Hjalmar Söderberg. När de gifte sig bekostade han deras bröllop. Sonen Allan Abenius följde i faderns fotspår och valde en karriär inom både militären och finansvärlden.
Carl Johan Abenius är gravsatt på Norra begravningsplatsen i Stockholm.